# Tuluka
Tuluka (Re'-ho, Tulkays, Tu-lo-kai'-di-sel), nekadašnje selo Hill Patwin Indijanaca koje se nalazilo u dolini Pope valley, okrug Napa u Kaliforniji. Točna lokacija sela nije poznata.
Prema Powersu, Španjolci su 1838. odveli većinu plemena u misiju Sonoma, gdje je veći dio ubrzo umro od boginja. Bilo je samo troje preživjelih 1842.